# Knut Stenborg
Knut Stenborg (Hjo, 25 maart 1890 – Vänersborg, 10 oktober 1946) was een Zweedse atleet, die zich had gespecialiseerd in de sprint en het verspringen. Hij nam tweemaal deel aan de Olympische Spelen, maar slaagde er niet in om bij die gelegenheden medailles te veroveren.

## Loopbaan
Stenborg nam deel aan de Olympische Spelen van 1908 en 1912. Tijdens deze twee Spelen nam hij deel aan in totaal zes evenementen, verdeeld over beide Spelen, waarbij hij geen enkele medaille, noch een finaleplaats kon bereiken. Wel werd hij meerdere malen nationaal kampioen op de 400 m, bij het verspringen en op de 4 x 100 m estafette.
Na zijn sportcarrière werkte Stenborg als eigenaar van een fabriek in Ryr (tussen Vänersborg en Uddevalla).

## Titels
- Zweeds kampioen 400 m - 1907, 1909, 1911
- Zweeds kampioen verspringen - 1907, 1910
- Zweeds kampioen 4 x 100 m estafette - 1910, 1911, 1912

## Persoonlijke records
| Onderdeel   | Prestatie             | Datum            | Plaats    |
| ----------- | --------------------- | ---------------- | --------- |
| 100 m       | 11,2 s                | 1907             |           |
| 200 m       | 22,8 s                | 1912             |           |
| 400 m       | 50,5 s                | 12 juli 1912     | Stockholm |
| verspringen | 6,91 m (ex-nat. rec.) | 29 augustus 1909 | Göteborg  |

## Palmares

### 100 m
- 1908: 2e in serie OS - 11,5 s

### 200 m
- 1908: 4e in serie OS - geen tijd
- 1912: 3e in serie OS - geen tijd

### 400 m
- 1907:  Zweedse kamp.
- 1908:  Zweedse kamp.
- 1909:  Zweedse kamp. - 52,6 s
- 1910:  Zweedse kamp.
- 1911:  Zweedse kamp. - 53,3 s
- 1912:  Zweedse kamp.
- 1912: 4e in ½ fin. OS - 50,5 s

### verspringen
- 1907:  Zweedse kamp. - 6,34 m
- 1908:  Zweedse kamp.
- 1909:  Zweedse kamp.
- 1910:  Zweedse kamp. - 6,60 m

### 4 x 100 m estafette
- 1910:  Zweedse kamp. - 46,7 s
- 1911:  Zweedse kamp. - 46,0 s

### 4 x 400 m estafette
- 1912: 2e in serie OS - 3,25,0

### olympische estafette
- 1908: 2e in serie OS - 3.33,0

- LIBRIS: 264555
- Virtual International Authority File: 63985267